# كليف مايرز
كليف مايرز (بالإنجليزية: Cliff Myers)‏ (23 سبتمبر 1946 في المملكة المتحدة - 8 فبراير 2019) هو لاعب كرة قدم بريطاني في مراكز متعددة. لعب مع تشارلتون أثلتيك ونادي برينتفورد ونادي توركي يونايتد ويوفل تاون ونادي سالزبري سيتي ونادي ويموث ونادي مينهيد ونادي تاونتون تاون ‏.

## وصلات خارجية
- كليف مايرز على موقع قاعدة بيانات كرة القدم.إي يو (الإنجليزية)